# Breno (calciatore 1989)
Breno Vinicius Rodrigues Borges, noto semplicemente come Breno (Cruzeiro, 13 ottobre 1989), è un ex calciatore brasiliano, di ruolo difensore.

## Biografia
Il 24 settembre 2011 viene arrestato con l'accusa di aver appiccato, in preda all'alcol, l'incendio che aveva devastato la sua abitazione il 19 settembre. Il 6 ottobre 2011 viene liberato su cauzione di 500.000 dollari.
Il 4 luglio 2012 viene giudicato colpevole per l'incendio doloso che ha distrutto la sua villa. La corte distrettuale di Monaco lo condanna a 3 anni e 9 mesi di carcere. Il 19 agosto 2013 viene scarcerato per buona condotta dalla Prigione di Stadelheim, nella quale era detenuto.

## Caratteristiche tecniche
È un difensore centrale forte nel gioco di testa, veloce e bravo con entrambi i piedi, è stato più volte paragonato a Lucio. Nel 2010 è stato inserito nella lista dei migliori calciatori nati dopo il 1989 stilata da Don Balón.

## Carriera

### Club
Inizia la sua carriera nel 2003 nelle giovanili del San Paolo squadra con cui nel 2006 vince il campionato Under-17 dello Stato di San Paolo. Nel 2007 fa il suo debutto in prima squadra nel Brasileirão, competizione che vince. A fine anno sulla rivista Kicker viene definito “il miglior difensore brasiliano militante nel campionato brasiliano”, poco dopo vince la Bola de Prata della rivista Placar.
A fine anno parecchie squadre europee si interessano a lui, le trattative con il Real Madrid vengono però interrotte a causa di dubbi sulla reale età del giocatore che fisicamente sembra dimostrare di più dei suoi 18 anni. Al termine delle trattative si trasferisce al Bayern Monaco per una cifra che secondo i media brasiliani si aggira intorno ai 12 milioni di euro firmando un contratto valido fino al 30 giugno 2012. Il presidente del Bayern Monaco Karl-Heinz Rummenigge lo ha definito un investimento per il futuro.
Debutta con la maglia dei bavaresi il 12 marzo 2008 nei quarti di finale di Coppa UEFA contro i belgi dell'Anderlecht. L'esordio in Bundesliga avviene il 4 maggio in una partita contro il Wolfsburg terminata 0-0. A fine stagione vince il campionato e la coppa di Germania. Nella stagione 2008-2009 totalizza solo 4 presenze in campionato e 5 in Champions League. Dopo sole 3 presenze nella prima parte della stagione 2009-2010, nel gennaio 2010 viene ceduto in prestito al Norimberga insieme ad Andreas Ottl.
Con il Norimberga disputa delle buone partite, tuttavia il 7 marzo si infortuna nella partita contro il Bayer Leverkusen rimanendo fermo fino a fine stagione. Nonostante sia stato ceduto temporaneamente, vince per la seconda volta campionato e coppa di Germania. Nella stagione 2010-2011 fa ritorno al Bayern Monaco con cui, recuperato dall'infortunio, ritorna in campo il 14 novembre 2010 in una partita contro il Norimberga. Dopo la vicenda dell'arresto, si svincola dal Bayern Monaco il 30 giugno 2012.
Il 21 dicembre 2012 viene reso noto che il giocatore, che nel frattempo sconta una pena di 3 anni e 9 mesi di reclusione, ha firmato un contratto con il San Paolo, valido fino ad ottobre 2015. Torna in campo il 9 agosto 2015 nel derby paulista tra San Paolo e Corinthians, valido per la 17ª giornata del Brasileirao e terminato 1-1.
Il 17 maggio 2017 diventa un calciatore del Vasco da Gama.

### Nazionale
Nel 2008 viene convocato dal ct della nazionale olimpica brasiliana Dunga per le Olimpiadi di Pechino. Nel torneo è il capitano della squadra che vince la medaglia di bronzo. In totale vanta 8 presenze con la nazionale olimpica del Brasile.
Nel gennaio 2011 riceve la sua prima convocazione dalla nazionale maggiore brasiliana per l'amichevole del 9 febbraio 2011 contro la Francia, nella quale non scende in campo.

## Statistiche

### Presenze e reti nei club
Statistiche aggiornate al 20 settembre 2015.
| Stagione             | Squadra              | Campionato           | Campionato | Campionato | Coppe nazionali | Coppe nazionali | Coppe nazionali | Coppe continentali | Coppe continentali | Coppe continentali | Altre coppe | Altre coppe | Altre coppe | Totale | Totale |
| Stagione             | Squadra              | Comp                 | Pres       | Reti       | Comp            | Pres            | Reti            | Comp               | Pres               | Reti               | Comp        | Pres        | Reti        | Pres   | Reti   |
| -------------------- | -------------------- | -------------------- | ---------- | ---------- | --------------- | --------------- | --------------- | ------------------ | ------------------ | ------------------ | ----------- | ----------- | ----------- | ------ | ------ |
| 2007                 | San Paolo            | A1/SP+A              | 0+30       | 0+2        | -               | -               | -               | CL+CS              | 0+1                | 0+0                | -           | -           | -           | 31     | 2      |
| gen.-giu. 2008       | Bayern Monaco        | BL                   | 1          | 0          | CG+CdL          | 0+0             | 0+0             | CU                 | 1                  | 0                  |             | -           | -           | 2      | 0      |
| 2008-2009            | Bayern Monaco        | BL                   | 4          | 0          | CG              | 0               | 0               | UCL                | 5                  | 0                  | -           | -           | -           | 9      | 0      |
| 2009-gen. 2010       | Bayern Monaco        | BL                   | 3          | 0          | CG              | 1               | 0               | UCL                | 0                  | 0                  | -           | -           | -           | 4      | 0      |
| gen.-giu. 2010       | Norimberga           | BL                   | 7          | 0          | CG              | 0               | 0               | -                  | -                  | -                  | -           | -           | -           | 7      | 0      |
| 2010-2011            | Bayern Monaco        | BL                   | 13         | 0          | CG              | 2               | 0               | UCL                | 3                  | 0                  | SG          | 0           | 0           | 18     | 0      |
| 2011-2012            | Bayern Monaco        | BL                   | 0          | 0          | CG              | 0               | 0               | UCL                | 0                  | 0                  | -           | -           | -           | 0      | 0      |
| Totale Bayern Monaco | Totale Bayern Monaco | Totale Bayern Monaco | 21         | 0          |                 | 3               | 0               |                    | 9                  | 0                  |             | -           | -           | 33     | 0      |
| 2015                 | San Paolo            | A1/SP+A              | 0+5        | 0+1        | CB              | 1               | 0               | CL                 | 0                  | 0                  | -           | -           | -           | 6      | 1      |
| Totale San Paolo     | Totale San Paolo     | Totale San Paolo     | 35         | 3          |                 | 1               | 0               |                    | 1                  | 0                  |             | -           | -           | 37     | 3      |
| Totale carriera      | Totale carriera      | Totale carriera      | 63         | 3          |                 | 4               | 0               |                    | 10                 | 0                  |             | -           | -           | 77     | 3      |

## Palmarès

### Club

#### Competizioni nazionali
- Campionato brasiliano: 1

San Paolo: 2007
- Campionato tedesco: 2

Bayern Monaco: 2007-2008, 2009-2010
- Coppa di Germania: 2

Bayern Monaco: 2007-2008, 2009-2010

### Nazionale
- Bronzo olimpico: 1

Pechino 2008

### Individuale
- Bola de Prata: 1

2007